# Hojo Ujiyasu

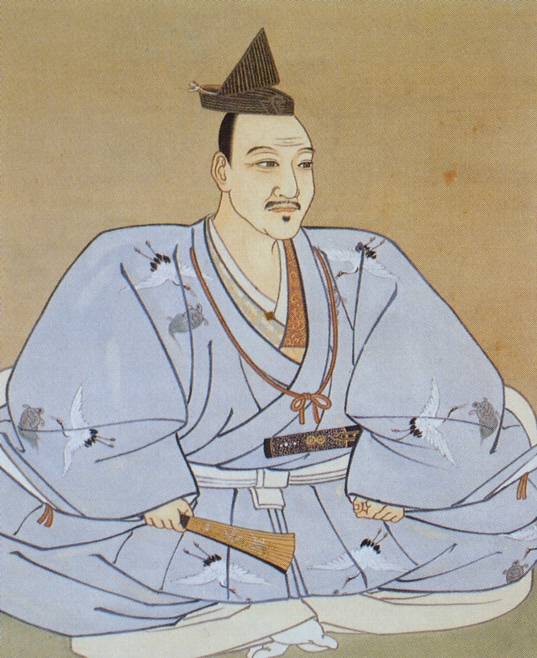

Hojo Ujiyasu (Jaapans: 北条 氏康) (1515 - 1571) was de zoon en opvolger van Hojo Ujitsuna en daimyo van de late Hojo-clan tijdens de Japanse Sengoku-periode. 
Na de dood van zijn vader in 1541, probeerde een aantal vijanden van de Hojo gebruik te maken van de situatie door enkele forten van de Hojo in te nemen. Ogigayatsu Tomosada veroverde kasteel Edo, en enkele jaren later, in 1545, leidde Ashikaga Haruuji en Uesugi Norimasa een beleg van kasteel Kawagoe. Hojo Tsunanari, de adoptiefbroer van Uyiyasu, stond met 3.000 man te kasteel Kawagoe tegenover meer dan 80.000 belegeringstroepen. Ujiyasu leidde een troepenmacht van 8.000 man naar het kasteel om zijn broer te steunen. Een enkele soldaat werd eropuit gestuurd om langs de belegeringstroepen van de Uesugi te sluipen en het garnizoen te informeren over de aankomst van de hulptroepen. Hoewel ze nog steeds enorm in de minderheid waren, wisten de Hojo via een nachtelijk aanval met zowel het garnizoen als de hulptroepen de slag te winnen. 
Ujiyasu breidde de Hojo territoria verder uit, die nu vijf provincies besloegen. In 1564 nam hij Konodai in de provincie Shimousa na een slag tegen Satomi Yoshihiro. Tegen het eind van zijn leven zag hij de eerste grote conflicten tussen zijn eigen clan en Takeda Shingen, die een van de grootste krijgsheren van de regio zou worden. Shingen rukte op naar kasteel Odawara, de thuisbasis van de Hojo, en brandde de kasteelstad tot de grond toe af. Twee van de zeven zonen van Ujiyasu vochten tegen Takeda in de Slag bij Mimasetoge in 1569, wat het einde zou zijn van de eerste campagne van Takeda tegen de Hojo.
Ujiyasu wist vrede te sluiten met Uesugi Kenshin en Takeda Shingen, de twee machtigste tegenstanders van de Hojo. Zijn zevende zoon zou geadopteerd worden door de kinderloze Kenshin en Uyiyasu accepteerde de heerschappij van Shingen over de provincie Suruga. Ujiyasu stierf in 1571, en werd opgevolgd door zijn oudste zoon Ujimasa.

## Zonen
1. Hojo Ujimasa
2. Hojo Ujiteru
3. Hojo Ujikuni
4. Hojo Ujinori
5. Hojo Ujitada
6. Hojo Ujimitsu
7. Uesugi Kagetora